# 949
Cette page concerne l'année 949  du calendrier julien. Pour l'année 949 av. J.-C., voir 949 av. J.-C.
L'année 949 est une année commune qui commence un lundi.

## Événements

### Asie
- En Inde du Sud, Parantaka Ier (en) Chola envahit le royaume Rastrakuta mais est défait à la bataille de Takkolam par Krishna III (en) qui le vassalise et occupe le pays tamoul[1].
- Prise de Germanicia (Marash) et de Theodosiopolis (Erzurum) en Asie mineure par le général byzantin Bardas Phocas[2].
- Décembre : Adhud ad-Dawla devient Émir du Fars à la mort de son oncle le bouyide Imad ad-Dawla Ali[3].

### Europe
- Hiver : Arnoul Ier de Flandre prend le château d'Amiens à Roger, comte de Ponthieu[4].
- 22 avril : la reine Gerberge célèbre Pâques à Aix-la-Chapelle auprès de son frère Otton. Elle obtient la promesse de secours[4].
- Printemps : Louis d'Outremer prend Laon par surprise, à l'exception d'une tour tenue par Thibaud de Blois le Tricheur[5]. Hugues le Grand intervient[4].
- Juillet : le roi Louis d'Outremer reçoit du secours de Conrad le Roux, duc de Lotharingie, envoyé par Otton, qui assiège Senlis sans pouvoir la prendre puis ravage les États de Hugues le Grand jusqu'à la Seine[6]. Conrad négocie une trêve jusqu'en août ; dans l'intervalle, Louis se rend auprès d'Otton puis à son retour à Reims, il reçoit l'hommage d'Albert de Vermandois. Le duc Hugues, isolé après l'échec d'une tentative pour reprendre Laon, entame des pourparlers de paix[4].
- 1er octobre : création de l'évêché de Brandebourg[7].
- 7 octobre : fondation de l'abbaye de Montmajour en Provence (ou en 948[8]). Elle reçoit d'importantes donations, en particulier des salines dès 963.

- Ambassade byzantine auprès du calife de Cordoue pour s'assurer de sa neutralité en cas d'attaque de la Crète[2].
- Une expédition byzantine contre l'émirat de Crète se termine en désastre du fait de l’incompétence de son chef, Constantin Gongylès[2].
- Le roi de Danemark Gorm, qui a épousé l’anglo-saxonne Tyra, décide de convertir son peuple au christianisme. Il permet à l’archevêque de Hambourg Adaldag (de) de fonder trois évêchés, Slesvig, Ribe et Århus[9].
- Guerre civile en Croatie. Le roi Miroslav est tué par le ban Pribina. Son frère Mihajlo Krešimir II prend le pouvoir[10].
- Le pape Agapet II confirme les excommunications de Hugues de Reims et de Hugues le Grand au concile de Rome[4].
- Sous la conduite de l'abbé Aligern, les moines du Mont-Cassin, réfugiès à Capoue, retournent dans leur siège d’origine.